# Pilocarpus microphyllus
Pilocarpus microphyllus là một loài thực vật có hoa trong họ Cửu lý hương. Loài này được Stapf ex Wardleworth miêu tả khoa học đầu tiên năm 1893.